# Journal of Neuroscience Methods
Journal of Neuroscience Methods est une revue d'évaluation par les pairs couvrant les domaines scientifiques, techniques et les protocoles utilisés dans toute branche de la recherche en neurosciences. Elle a été créée en 1979 et est publiée 18 fois par an par Elsevier. Le rédacteur en chef est Vincenzo Crunelli (Université de Cardiff).

## Indexation
La revue est indexée par Academic OneFile, Academic Search, Biological Abstracts, BIOSIS Previews, CAB Abstracts, Chemical Abstracts, Current Contents/Life Sciences, Elsevier BIOBASE, Embase, FRANCIS, Global Health, Index Medicus/MEDLINE/PubMed, Inspec, PASCAL, Science Citation Index, Scopus et Tropical Diseases Bulletin.

Selon Journal Citation Reports, la revue avait en 2015 un facteur d'impact de 2.256, se classait 51e sur 78 revues dans la catégorie « Méthodes de recherche biochimiques » et 182e sur 252 revues dans la catégorie « Neurosciences ».